# Páramo de Boedo
Páramo de Boedo – gmina w Hiszpanii, w prowincji Palencia, w Kastylii i León, o powierzchni 22,76 km². W 2011 roku gmina liczyła 85 mieszkańców.